# Петнистогърла видра
Петнистогърлите (петнисти) видри (Hydrictis maculicollis) са вид бозайници от семейство Порови (Mustelidae), единствен представител на род Hydrictis.
Разпространени са в по-голямата част от Африка на юг от Сахара, като живеят при сладководни водоеми, обикновено езера и големи реки. Достигат на дължина 58 до 69 сантиметра с маса 3 до 5 килограма. Хранят се главно с риба, обикновено с размери до 20 сантиметра, но също и с жаби и дребни ракообразни.